# Athamanta sicula
Athamanta sicula är en växtart i släktet Athamanta och familjen flockblommiga växter.
Arten är perenn och förekommer i centrala och södra Italien, på Sicilien och i nordvästra Afrika. Den beskrevs av Carl von Linné 1753.